# Pass (software)
pass je správce hesel inspirovaný filozofií Unixu. Má rozhraní příkazového řádku a používá GnuPG pro šifrování a dešifrování uložených hesel.
Hesla jsou šifrována a uložena v samostatných souborech a lze je uspořádat prostřednictvím souborového systému operačního systému. Soubor s heslem může obsahovat další text, například uživatelské jméno, e-mailovou adresu, komentáře a dalším textem. Soubory hesel jsou obyčejnými šifrovanými textovými soubory. 
K dispozici je několik grafických uživatelských rozhraní (GUI), například QtPass pro Linux / Windows / MacOS nebo Password Store pro operační systémy Android. Synchronizační systém není implementován, ale synchronizace lze dosáhnout pomocí systému pro správu verzí Git. Díky Gitu lze sledovat historii úprav hesel. 

## Chyby
V červnu 2018 byla nalezena chyba při které je pass náchylný k variantě útoku SigSpoof. Chyba byla opravena ještě ten samý den.  